# Youga-Peulh
Ne doit pas être confondu avec Youga.
Youga-Peulh est une localité située dans le département de Zabré de la province du Boulgou dans la région Centre-Est au Burkina Faso.

## Démographie
| 2003 | 2006 | 2012 |
| ---- | ---- | ---- |
| 534  | 153  | -    |

En 2006, sur les 153 habitants du village – regroupés en 26 ménages – 42,48 % étaient des femmes, près 49 % avaient moins de 14 ans, 49,7 % entre 15 et 64 ans et environ 1,3 % plus de 65 ans.

## Santé et éducation
Le centre de soins le plus proche de Youga-Peulh est le centre de santé et de promotion sociale (CSPS) de Youga tandis que le centre médical avec antenne chirurgicale (CMA) se trouve à Zabré et que le centre hospitalier régional (CHR) est à Tenkodogo .
L'école primaire la plus proche est également à Youga.